# James Norman Hall
James Norman Hall (Colfax, 22 aprile 1887 – Tahiti, 5 luglio 1951) è stato uno scrittore statunitense.

## Biografia
Nacque a Colfax, nell'Iowa, dove frequentò la scuola locale. Hall si laureò al Grinnell College nel 1910 ed divenne un operatore sociale a Boston, Massachusetts, cercando di diventare uno scrittore a partire dall'Università Harvard.
Nell'estate del 1914, quando la prima guerra mondiale ebbe inizio, Hall era in vacanza nel Regno Unito. Venne arruolato in Gran Bretagna come mitragliere durante la Battaglia di Loos. Tornato negli Stati Uniti, nel 1916 scrisse il suo primo libro Kitchener's Mob. A Hall venne assegnata la Croix de guerre e la Médaille militaire. Quando gli Stati Uniti entrarono in guerra, divenne capitano nella United States Army Air Service. Hall trascorsi gli ultimi mesi del conflitto come prigioniero di guerra in Germania. Gli venne assegnata la Distinguished Service Cross.
Dopo la guerra, Hall trascorse gran parte della sua vita a Tahiti, dove scrisse una serie di libri d'avventura (in diversi casi in collaborazione con Charles Nordhoff), alcuni dei quali dettero origine a film. Nel 1925 sposò Sarah Winchester dalla quale ebbe 2 figli: Conrad Hall (1926-2003) e Nancy Hall-Rutgers (1930). Hall morì a Tahiti e venne sepolto sulla collina di sua proprietà appena sopra la modesta casa in legno dove Sarah visse per molti anni.

## Opere
- Kitchener's Mob: The Adventures of an American in the British Army (1916)
- High Adventure: A Narrative of Air Fighting in France (1918)
- Faery Lands of the South Seas (1920)
- Mid-Pacific (1928)
- Falcons of France (1929)
- L'ammutinamento del Bounty (1932)
- Men Against the Sea (1934)
- Pitcairn's Island (1934)
- The Friends (1939)
- The Bounty Trilogy (1940)
- Doctor Dogbody's Leg (1940)
- Under a Thatched Roof (1942)
- Lost Island (1944)
- High Barbaree (1945)
- The Far Lands (1950)
- My Island Home: An Autobiography (1952)

## Film basati sulle opere
- La tragedia del Bounty, regia di Frank Lloyd (1935)
- Gli ammutinati del Bounty, regia di Lewis Milestone (1962)
- Uragano, regia di John Ford (1937), basato sulla novella The Hurricane
- Il giuramento dei forzati (Passage to Marseille), regia di Michael Curtiz (1944), basato sulla novella Sans patrie
- L'isola sulla montagna (High Barbaree), regia di Jack Conway (1947)